# 加藤艮六
加藤 艮六（かとう こんろく、1911年（明治44年）2月21日 - 2002年（平成14年）5月8日）は、日本の医師。伊勢市長（3期）。

## 経歴
大分県出身。1934年（昭和9年）日本医科大学卒。京都大学耳鼻咽喉科教室を経て、日本赤十字社三重支部山田病院に勤務し、同病院副院長兼耳鼻咽喉科長などを務める。1972年（昭和47年）5月、伊勢市長選挙に当選、老人医療費無料化を実現させた。市政では医療、福祉面での政策に力を入れ、市内の小中学校の鉄筋化、清掃工場の建設、スポーツ施設の整備などあらゆる政策を遂行した。さらにモットーである「市民のための市政」を推進し、産業、教育、福祉の充実に力点を置いた。1984年（昭和59年）5月に市長を退任。2002年死去。